# Equacions diferencials amb retard
En matemàtiques, les equacions diferencials amb retard (DDE) són un tipus d'equació diferencial en què la derivada de la funció desconeguda en un moment determinat es dóna en termes dels valors de la funció en temps anteriors. Els DDE també s'anomenen sistemes amb retard de temps, sistemes amb efectes posteriors o temps mort, sistemes hereditaris, equacions amb argument desviant o equacions de diferència diferencial. Pertanyen a la classe de sistemes amb l'estat funcional, és a dir, les equacions diferencials parcials (EDP) que són de dimensions infinites, en oposició a les equacions diferencials ordinàries (EDO) que tenen un vector d'estats de dimensions finites. Quatre punts poden donar una possible explicació de la popularitat dels DDE:
1. Aftereffect és un problema aplicat: és ben sabut que, juntament amb les expectatives creixents de rendiment dinàmic, els enginyers necessiten que els seus models es comportin més com el procés real. Molts processos inclouen fenòmens posteriors en la seva dinàmica interna. A més, els actuadors, els sensors i les xarxes de comunicació que ara estan implicades en els bucles de control de retroalimentació introdueixen aquests retards. Finalment, a més dels retards reals, els retards de temps s'utilitzen sovint per simplificar models d'ordre molt elevat. Aleshores, l'interès pels DDE segueix creixent en totes les àrees científiques i, especialment, en l'enginyeria de control.
2. Els sistemes de retard encara són resistents a molts controladors clàssics : es podria pensar que l'enfocament més senzill consistiria a substituir-los per algunes aproximacions de dimensions finites. Malauradament, ignorar els efectes representats adequadament pels DDE no és una alternativa general: en la millor situació (retards constants i coneguts), comporta el mateix grau de complexitat en el disseny del control. En el pitjor dels casos (per exemple, retards que varien en el temps), és potencialment desastrós en termes d'estabilitat i oscil·lacions.
3. La introducció voluntària de retards pot beneficiar el sistema de control.[2]
4. Malgrat la seva complexitat, els DDE solen aparèixer com a models simples de dimensions infinites en l'àrea molt complexa de les equacions en derivades parcials (PDE).

Una forma general de l'equació diferencial de retard de temps per {\displaystyle x(t)\in \mathbb {R} ^{n}} és {\displaystyle {\frac {d}{dt}}x(t)=f(t,x(t),x_{t}),} on {\displaystyle x_{t}=\{x(\tau ):\tau \leq t\}} representa la trajectòria de la solució en el passat. En aquesta equació, {\displaystyle f} és un operador funcional de {\displaystyle \mathbb {R} \times \mathbb {R} ^{n}\times C^{1}(\mathbb {R} ,\mathbb {R} ^{n})} a {\displaystyle \mathbb {R} ^{n}.}

## Exemples
- Retard continu {\displaystyle {\frac {d}{dt}}x(t)=f\left(t,x(t),\int _{-\infty }^{0}x(t+\tau )\,d\mu (\tau )\right)}
- Retard discret {\displaystyle {\frac {d}{dt}}x(t)=f(t,x(t),x(t-\tau _{1}),\dots ,x(t-\tau _{m}))} per {\displaystyle \tau _{1}>\dots >\tau _{m}\geq 0.}
- Lineal amb retards discrets {\displaystyle {\frac {d}{dt}}x(t)=A_{0}x(t)+A_{1}x(t-\tau _{1})+\dots +A_{m}x(t-\tau _{m})} on {\displaystyle A_{0},\dotsc ,A_{m}\in \mathbb {R} ^{n\times n}}.
- Equació del pantògraf {\displaystyle {\frac {d}{dt}}x(t)=ax(t)+bx(\lambda t),} on a, b i λ són constants i 0 < λ < 1. Aquesta equació i algunes formes més generals reben el nom dels pantògrafs dels trens.[3][4]

## Resolució de DDE
Les DDE es resolen majoritàriament de manera gradual amb un principi anomenat mètode de passos. Per exemple, considereu la DDE amb un sol retard {\displaystyle {\frac {d}{dt}}x(t)=f(x(t),x(t-\tau ))}
amb una condició inicial donada {\displaystyle \phi \colon [-\tau ,0]\to \mathbb {R} ^{n}}. A continuació, la solució a l'interval {\displaystyle [0,\tau ]} està donat per {\displaystyle \psi (t)} que és la solució al problema del valor inicial no homogeni {\displaystyle {\frac {d}{dt}}\psi (t)=f(\psi (t),\phi (t-\tau )),} amb {\displaystyle \psi (0)=\phi (0)}. Això es pot continuar per als intervals successius utilitzant la solució de l'interval anterior com a terme no homogeni. A la pràctica, el problema del valor inicial sovint es resol numèricament.